# Райко, Алексей Иванович
Алексе́й Ива́нович Райко́ (бел. Аляксей Іванавіч Райко; род. 6 февраля 1987, Узноги, Барановичский район, Брестская область, БССР, СССР) —  белорусский государственный и политический деятель, депутат Палаты представителей Национального собрания VIII созыва.

## Биография
Родился 6 февраля 1987 года в деревне Узноги, Белоруссия. В 2009 году окончил Белорусский государственный экономический университет по специальности «Бухгалтерский учёт, анализ и аудит» и «Правоведение», в 2012 году — Академию управления при Президенте Республики Беларусь по специальности «Экономика и управление на предприятии промышленности». В период 2009—2024 годов работал на Белорусской железной дороге. На момент избрания занимал должность заместителя начальника УП «Барановичское отделение Белорусской железной дороги».
25 февраля 2024 года избран Депутатом Палаты представителей Национального собрания Белоруссии.

### VIII созыв (с 22 марта 2024 года)
Во время функционирования Палаты представителей VIII созыва является членом Постоянной комиссии по бюджету и финансам.

## Выборы
| Кандидат                    | Кандидат                     | Партия              | Голосов | %   |
| --------------------------- | ---------------------------- | ------------------- | ------- | --- |
|                             | Райко, Алексей Иванович      | Партия «Белая Русь» |         |     |
|                             | Козарез, Светлана Михайловна | Партия «Белая Русь» |         |     |
| Против всех                 |                              |                     |         |     |
| Недействительных бюллетеней |                              |                     |         |     |
| Всего                       | Всего                        | Всего               |         | 100 |
| Явка избирателей            |                              |                     |         |     |

## Личная жизнь
Женат, воспитывает сына.